# Poulton (Merseyside)
Poulton – część miasta Wallasey, w Anglii, w hrabstwie ceremonialnym Merseyside, w dystrykcie metropolitalnym Wirral. Leży 5 km na zachód od centrum Liverpool i 290 km na północny zachód od Londynu.